# Медведев, Никита Всеволодович
Никита Всеволодович Медведев (25 ноября 1950, Рига — 14 марта 2018, Москва) — советский и российский художник-монументалист. Член-корреспондент Российской Академии Художеств, Заслуженный художник Российской Федерации, лауреат премии Москвы.

## Биография

### Ранние годы
Никита Медведев родился 25 ноября 1950 года в Риге, в семье известного книжного иллюстратора Всеволода Дмитриевича Медведева (1912—1985). В 1961 году семья переехала в Москву, а в 1962 году Медведев поступил в Московскую среднюю художественную школу при институте им. В. С. Сурикова, которую окончил в 1968 году.
Художник продолжил обучение в Московском высшем художественно-промышленном училище (бывшее Строгановское) на кафедре монументальной живописи под руководством Гелия Коржева. Окончив учёбу в Строгановке в 1973 году, служил в армии художником-оформителем в Московском «Театре Советской Армии». В 1975 году стал учеником Михаила Шварцмана и посвятил несколько лет изучению иератизма. Михаил Лазарев, член-корреспондент РАХ, отмечал, что «приобретенные в „иератической школе“ навыки восприятия мира как единого целого, принцип архитектонического синтеза при трансформации реальности в плоскостное картинное изображение заметно сказались на сложении живописной манеры художника, на его становлении как монументалиста».

### Путь художника
C конца 70-х годов художник активно участвуют в выставках «Молодость страны», Молодежная выставка МОСХа и др.). Он выполняет ряд крупных монументальных объектов в Москве, Ленинграде, Дубне, Туле, Десногорске, Кирове, Ярославле, Иванове в разных жанрах (мозаика, рельеф, роспись). С 1982 г. по 1984 г. он работает в православных храмах Ярославской, Ивановской, Московской, Белгородской области, выполняя мозаики и росписи. В этот же период художник начинает писать иконы. В 1983 году он вступает в Московское отделение Союза Художников СССР (Московский Союз художников).
В 1996 году художник становится лауреатом премии Москвы за серию портретов российских мореплавателей, посвящённых 300-летию Российского флота. В конце 90-х он выполняет большой заказ для московской гостиницы «Марриотт Ройал Аврора», создаёт росписи плафонов и витражей в фойе гостиницы.
С 1999 по 2015 годы много работает в Париже в мастерских Cité Internationale des Arts.
В 2001 году, с группой художников, совершает творческую поездку в Китай, организованную Российской Академией Художеств.
В 2002 году Московский союз художников выдвигает Медведева его на соискание Государственной премии России. 
В 2003 Медведев получает звание Заслуженный художник Российской Федерации и диплом Российской Академии Художеств. Медведев также был награждён Серебряной медалью академии в 2007 году и медалью «За заслуги перед РАХ» в 2013 году. 
В 2008 году удостоен звания член-корреспондент РАХ.
В 2012 году художник участвует в памятной выставке «Михаил Шварцман и его ученики» в Русском музее и проводит совместную выставку «Цвет и форма» со скульптором Геннадием Красношлыковым. В 2015 году Медведев совершает творческую поездку на Афон по благословению Патриарха Кирилла и афонского старца Симеона, посвященную 1000-летию русского монашества на Святой Горе. Её результатом стали многочисленные выставки как в России, так и в Греции.
С 2016 по 2018 год Медведев работал над декоративно-художественным оформлением двух станций Большой кольцевой линии московского метро, «Хорошёвская» и «Савёловская». За эту работу в 2020 году авторский коллектив удостоен Премии Москвы в области литературы и искусства.
Художник скончался в Москве, 14 марта 2018 года.
Произведения художника представлены в собраниях Государственного Русского музея, Центрального военно-морского музея им. Петра Первого, Ярославского художественного музея, Переславль-Залесского художественно-краеведческого музея, Ивановского художественного музея, Архангельского художественного музея, Тульского художественного музея, Рязанского художественного музея имени И.П. Пожалостина, Вологодского художественного музея, в коллекции Московского Союза художников, в коллекции Министерства Культуры России, в коллекции РОСИЗО, а также в частных коллекциях России, Австрии, Франции, Германии, Италии, Финляндии, Бельгии, Китая.

## Выставки

### Прижизненные выставки
| Год  | Тип выставки                                           | Название                                                                                                  | Место                                                                  | Город           |
| ---- | ------------------------------------------------------ | --- | ---------------------------------------------------------------------- | --------------- |
| 1976 | Коллективная                                           | «Молодость страны»                                                                                        | Манеж                                                                  | Москва          |
| 1979 | Коллективная                                           | Молодежная выставка МОСХа                                                                                 | Московский дом художника                                               | Москва          |
| 1982 | Персональная                                           | Молодежное объединение МОСХа                                                                              | Дом художника на ул. Жолтовского                                       | Москва          |
| 1986 | Коллективная                                           | Молодёжная выставка                                                                                       | Центральный дом художника                                              | Москва          |
| 1988 | Коллективная                                           | «1000-летие Русской культуры»                                                                             | Московский дом художника                                               | Москва          |
| 1990 | Коллективная                                           | «Монументальное искусство России»                                                                         |                                                                        | Равенна         |
| 1990 | Коллективная                                           | «Русская коллекция»                                                                                       |                                                                        | Хельсинки       |
| 1993 | Коллективная                                           | «Монументалисты России»                                                                                   |                                                                        | Ярославль       |
| 1995 | Персональная                                           | | Выставочный зал Московского союза художников (Старосадский пер., д. 5) | Москва          |
| 1996 | Коллективная                                           | |                                                                        | Хельсинки       |
| 1997 | Коллективная                                           | «Художники России 850-летию Москвы»                                                                       | Центральный дом художника                                              | Москва          |
| 1997 | Коллективная                                           | «Гармония контрастов»                                                                                     | Московский дом художника                                               | Москва          |
| 1998 | Коллективная                                           | «1000-летие Крещения Руси»                                                                                | Московский дом художника                                               | Москва          |
| 1998 | Персональная                                           | | Выставочный зал Московского союза художников (Старосадский пер., д. 5) | Москва          |
| 1999 | Коллективная                                           | Московский международный художественный салон ЦДХ                                                         | Центральный дом художника                                              | Москва          |
| 2000 | Персональная                                           | | Московский дом художника                                               | Москва          |
| 2000 | Коллективная                                           | «Выставка русских художников в Cite internationale des arts»                                              | Cité Internationale des Arts                                           | Париж           |
| 2000 | Коллективная                                           | «Санкт-Петербург-Москва»                                                                                  | Конногвардейский манеж                                                 | Санкт-Петербург |
| 2001 | Коллективная                                           | «Москва-Санкт-Петербург»                                                                                  | Манеж                                                                  | Москва          |
| 2002 | Коллективная                                           | «70 лет Московскому Союзу Художников»                                                                     | Манеж                                                                  | Москва          |
| 2002 | Коллективная                                           | «Монументалисты Москвы»                                                                                   | Центральный дом художника                                              | Москва          |
| 2002 | Коллективная                                           | Московский международный художественный салон ЦДХ                                                         | Центральный дом художника                                              | Москва          |
| 2002 | Коллективная                                           | Выставка группы российских художников                                                                     |                                                                        | Чанша           |
| 2003 | Коллективная                                           | «Выставка претендентов на Государственную Премию России»                                                  | Государственная Третьяковская галерея                                  | Москва          |
| 2003 | Персональная                                           | | Cité Internationale des Arts                                           | Париж           |
| 2004 | Коллективная                                           | «50 лет образования секции художников монументально-декоративного искусства Московского Союза Художников» | Московский дом художника                                               | Москва          |
| 2004 | Коллективная                                           | «Художники без границ»                                                                                    | Выставочный зал Московского союза художников                           | Москва          |
| 2006 | Коллективная                                           | «Московские монументалисты»                                                                               | Центральный дом художника                                              | Москва          |
| 2007 | Коллективная                                           | «75 лет Московскому Союзу Художников»                                                                     | Манеж                                                                  | Москва          |
| 2008 | Коллективная                                           | Московский международный художественный салон ЦДХ                                                         | Центральный дом художника                                              | Москва          |
| 2011 | Коллективная                                           | «Московские монументалисты 2011»                                                                          | Московский дом художника                                               | Москва          |
| 2012 | Коллективная                                           | «Михаил Шварцман и его ученики»                                                                           | Государственный Русский музей                                          | Санкт-Петербург |
| 2012 | Коллективная (Никита Медведев и Геннадий Красношлыков) | «Цвет и форма»                                                                                            | Российская академия художеств                                          | Москва          |
| 2014 | Персональная                                           | «Никита Медведев. Франция. Пейзаж»                                                                        | Открытый клуб                                                          | Москва          |
| 2014 | Коллективная                                           | «Стена Холст». 60 лет секции Монументальной секции Московского Союза Художников                           | Центральный дом художника                                              | Москва          |
| 2017 | Коллективная                                           | «Σπουδή στον Άθω» («Постижение Афона»)                                                                    | Μεγάρου Νεδέλκου (Дом Неделко)                                         | Салоники        |
| 2017 | Коллективная                                           | «Ночь, луна, заря и солнце»                                                                               | Московский дом художника                                               | Москва          |
| 2017 | Коллективная                                           | «85 лет Московскому Союзу художников»                                                                     | Центральный дом художника                                              | Москва          |

### Посмертные выставки
| Год       | Тип выставки                                           | Название                                | Место                                      | Город     |
| --------- | ------------------------------------------------------ | --------------------------------------- | ------------------------------------------ | --------- |
| 2018      | Персональная                                           | Никита Медведев. Vita brevis, ars longa | Московский дом художника                   | Москва    |
| 2018      | Коллективная (Никита Медведев и Геннадий Красношлыков) | «Цвет и форма»                          | Художественный музей им. И. П. Пожалостина | Рязань    |
| 2018      | Персональная                                           | «Прогулки в вечность»                   | Дом Корбакова                              | Вологда   |
| 2019      | Персональная                                           | Никита Медведев. Живопись               | Тульский областной художественный музей    | Тула      |
| 2019      | Коллекктивная                                          | Афон глазами художников"                | Галерея Красный мост                       | Вологда   |
| 2020      | Персональная                                           | Афон-Святая гора                        | Ярославский художественный музей           | Ярославль |
| 2020-2021 | Коллективная (Никита Медведев и Татьяна Алексеева)     | «Чистая живопись»                       | Российская академия художеств              | Москва    |

## Личная жизнь
Никита Медведев был женат на художнике-иллюстраторе Татьяне Николаевне Алексеевой. Сын и дочь Медведева стали архитекторами: Всеволод Никитич Медведев, вице-президент Союза Московских Архитекторов (с 2016 г.), профессор МАрхИ, лауреат Премии Москвы в области литературы и искусства 2020, член правления Московского Союза Художников,  Елизавета Никитична Медведева, член Московского Союза Художников и доцент Кафедры архитектуры промышленных сооружений МАрхИ (c 2013 г.).